# Coupe du monde de triathlon 2014
Navigation
Édition précédente Édition suivante
La coupe du monde de triathlon 2014 est composée de neuf courses organisées par la Fédération internationale de triathlon (ITU). Depuis 2009 le classement final n'existe plus et les points gagnés sur ces étapes sont intégrés au Séries mondiales de triathlon qui décerne le titre de champion du monde de triathlon. 

## Calendrier
| Date               | Ville        | Pays             |
| ------------------ | ------------ | ---------------- |
| 15 mars            | Mooloolaba   | Australie        |
| 23 mars            | New Plymouth | Nouvelle-Zélande |
| 10 et 11 mai       | Chengdu      | Chine            |
| 15 juin            | Huatulco     | Mexique          |
| 26 et 27 juillet   | Jiayuguan    | Chine            |
| 9 et 10 août       | Tiszaújváros | Hongrie          |
| 27 et 28 septembre | Alanya       | Turquie          |
| 5 octobre          | Cozumel      | Mexique          |
| 12 octobre         | Carthagène   | Colombie         |
| 18 octobre         | Tongyeong    | Corée du Sud     |

## Résultats

### Mooloolaba
| Position | Hommes         | Hommes         | Hommes      | Femmes         | Femmes     | Femmes          |
| Position | Nom            | Pays           | Temps       | Nom            | Pays       | Temps           |
| -------- | -------------- | -------------- | ----------- | -------------- | ---------- | --------------- |
|          | Mario Mola     | Espagne        | 54 min 18 s | Gwen Jorgensen | États-Unis | 59 min 55 s     |
|          | Richard Murray | Afrique du Sud | 54 min 37 s | Katie Hursey   | États-Unis | 1 h 00 min 10 s |
|          | Sven Riederer  | Suisse         | 55 min 04 s | Ai Ueda        | Japon      | 1 h 00 min 14 s |

### New Plymouth
| Position | Hommes       | Hommes   | Hommes      | Femmes         | Femmes           | Femmes      |
| Position | Nom          | Pays     | Temps       | Nom            | Pays             | Temps       |
| -------- | ------------ | -------- | ----------- | -------------- | ---------------- | ----------- |
|          | Mario Mola   | Espagne  | 52 min 30 s | Katie Hursey   | États-Unis       | 57 min 27 s |
|          | Javier Gómez | Espagne  | 52 min 33 s | Andrea Hewitt  | Nouvelle-Zélande | 57 min 38 s |
|          | João Silva   | Portugal | 52 min 56 s | Jodie Stimpson | Royaume-Uni      | 57 min 39 s |

### Chengdu
| Position | Hommes          | Hommes         | Hommes          | Femmes            | Femmes     | Femmes          |
| Position | Nom             | Pays           | Temps           | Nom               | Pays       | Temps           |
| -------- | --------------- | -------------- | --------------- | ----------------- | ---------- | --------------- |
|          | Wian Sullwald   | Afrique du Sud | 1 h 48 min 47 s | Gillian Backhouse | Australie  | 2 h 01 min 04 s |
|          | Kevin McDowell  | États-Unis     | 1 h 48 min 48 s | Jessica Broderick | États-Unis | 2 h 01 min 33 s |
|          | Aurélien Lebrun | France         | 1 h 48 min 59 s | Claire Michel     | Belgique   | 2 h 01 min 46 s |

### Huatulco
| Position | Hommes           | Hommes    | Hommes          | Femmes        | Femmes   | Femmes          |
| Position | Nom              | Pays      | Temps           | Nom           | Pays     | Temps           |
| -------- | ---------------- | --------- | --------------- | ------------- | -------- | --------------- |
|          | Luciano Taccone  | Argentine | 2 h 01 min 58 s | Ai Ueda       | Japon    | 2 h 14 min 52 s |
|          | Davide Uccellari | Italie    | 2 h 02 min 08 s | Claudia Rivas | Mexique  | 2 h 15 min 19 s |
|          | Aurélien Lescure | France    | 2 h 02 min 09 s | Mateja Šimic  | Slovénie | 2 h 16 min 48 s |

### Jiayuguan
| Position | Hommes                | Hommes     | Hommes          | Femmes           | Femmes   | Femmes          |
| Position | Nom                   | Pays       | Temps           | Nom              | Pays     | Temps           |
| -------- | --------------------- | ---------- | --------------- | ---------------- | -------- | --------------- |
|          | Vladímir Turbayevskiy | Russie     | 1 h 49 min 54 s | Maria Cześnik    | Pologne  | 2 h 00 min 10 s |
|          | Jarrod Shoemaker      | États-Unis | 1 h 49 min 57 s | Yurie Kato       | Japon    | 2 h 00 min 33 s |
|          | Igor Polyansky        | Russie     | 1 h 50 min 00 s | Ditte Kristensen | Danemark | 2 h 00 min 47 s |

### Tiszaújváros
| Position | Hommes            | Hommes      | Hommes      | Femmes           | Femmes   | Femmes      |
| Position | Nom               | Pays        | Temps       | Nom              | Pays     | Temps       |
| -------- | ----------------- | ----------- | ----------- | ---------------- | -------- | ----------- |
|          | Ákos Vanek        | Hongrie     | 53 min 51 s | Rachel Klamer    | Pays-Bas | 59 min 31 s |
|          | Rostislav Pevtsov | Azerbaïdjan | 53 min 52 s | Margit Vanek     | Hongrie  | 59 min 38 s |
|          | Gábor Faldum      | Hongrie     | 53 min 53 s | Pâmella Oliveira | Brésil   | 59 min 45 s |

### Alanya
| Position | Hommes               | Hommes  | Hommes          | Femmes              | Femmes   | Femmes          |
| Position | Nom                  | Pays    | Temps           | Nom                 | Pays     | Temps           |
| -------- | -------------------- | ------- | --------------- | ------------------- | -------- | --------------- |
|          | Sven Riederer        | Suisse  | 1 h 45 min 57 s | Maaike Caelers      | Pays-Bas | 1 h 59 min 31 s |
|          | Alessandro Fabian    | Italie  | 1 h 46 min 03 s | Vendula Frintová    | Tchéquie | 2 h 00 min 01 s |
|          | David Castro Fajardo | Espagne | 1 h 46 min 11 s | Yuliya Yelistratova | Ukraine  | 2 h 00 min 02 s |

### Cozumel
| Position | Hommes            | Hommes     | Hommes      | Femmes              | Femmes   | Femmes      |
| Position | Nom               | Pays       | Temps       | Nom                 | Pays     | Temps       |
| -------- | ----------------- | ---------- | ----------- | ------------------- | -------- | ----------- |
|          | Étienne Diemunsch | France     | 51 min 55 s | Nicola Spirig       | Suisse   | 58 min 47 s |
|          | Jarrod Shoemaker  | États-Unis | 51 min 59 s | Lisa Perterer       | Autriche | 58 min 55 s |
|          | Joe Maloy         | États-Unis | 52 min 00 s | Yuliya Yelistratova | Ukraine  | 58 min 58 s |

### Carthagène
| Position | Hommes          | Hommes | Hommes          | Femmes            | Femmes   | Femmes          |
| Position | Nom             | Pays   | Temps           | Nom               | Pays     | Temps           |
| -------- | --------------- | ------ | --------------- | ----------------- | -------- | --------------- |
|          | Pierre Le Corre | France | 1 h 45 min 40 s | Nicola Spirig     | Suisse   | 1 h 55 min 21 s |
|          | Sven Riederer   | Suisse | 1 h 46 min 09 s | Paula Findlay     | Canada   | 1 h 55 min 30 s |
|          | Dorian Coninx   | France | 1 h 46 min 17 s | Katrien Verstuyft | Belgique | 1 h 55 min 46 s |

### Tongyeong
| Position | Hommes         | Hommes         | Hommes          | Femmes         | Femmes    | Femmes          |
| Position | Nom            | Pays           | Temps           | Nom            | Pays      | Temps           |
| -------- | -------------- | -------------- | --------------- | -------------- | --------- | --------------- |
|          | Henri Schoeman | Afrique du Sud | 1 h 48 min 15 s | Emma Jackson   | Australie | 2 h 00 min 44 s |
|          | Ben Kanute     | États-Unis     | 1 h 48 min 34 s | Ai Ueda        | Japon     | 2 h 00 min 46 s |
|          | Tommy Zaferes  | États-Unis     | 1 h 48 min 40 s | Maaike Caelers | Pays-Bas  | 2 h 00 min 59 s |

## Par nation
| Rang | Nation         | Victoires |
| ---- | -------------- | --------- |
| 1    | Suisse         | 3         |
| 2    | Afrique du Sud | 2         |
| 2    | Australie      | 2         |
| 2    | Espagne        | 2         |
| 2    | États-Unis     | 2         |
| 2    | France         | 2         |
| 2    | Pays-Bas       | 2         |
| 8    | Argentine      | 1         |
| 8    | Hongrie        | 1         |
| 8    | Japon          | 1         |
| 8    | Pologne        | 1         |
| 8    | Russie         | 1         |